# Stichting PANN
Stichting PANN is een Nederlandse organisatie die zich ten doel stelt emancipatie en integratie van lhbti+-jongeren te bevorderen. Tegenwoordig is PANN vooral bekend van de door haar georganiseerde laagdrempelige maandelijkse feesten voor lhbti+-jongeren. De organisatie is genoemd naar de Griekse mythologische figuur Pan, met nog een extra 'n' toegevoegd.

## Geschiedenis

### Jaren 60
PANN is in 1969 opgericht door zes studenten uit Utrecht die het zat waren dat er geen ruimte in hun stad was voor homojongeren. Destijds stelde artikel 248-bis uit het Wetboek van Strafrecht homoseksuele relaties tussen meerder- en minderjarigen strafbaar. Om die reden liet de Nederlandse Vereniging voor Integratie van Homoseksualiteit COC geen bezoekers jonger dan 21 jaar toe. De studenten besloten hier verandering in te brengen. Ondanks het wetsartikel zag de officier van Justitie geen bezwaar om de eerste dinsdagavondsociëteit voor homojongeren persoonlijk in de Kargadoor te openen. Daarmee werd het eerste PANN-Evenement op 15 april 1969 een feit.

### Jaren 70
Kort na de introductie van de dinsdagavondsociëteit richtte PANN een geïntegreerde sociëteit op met het doel homo-emancipatie te bevorderen door integratie. In de jaren zeventig maakte de sociëteit plaats voor een dinsdagavondcafé met een maatschappijkritisch karakter en een laagdrempelig PANN-Feest met als doel een breed scala aan groepen in de samenleving te integreren.
In 1971 wordt het eerste PANN-feest georganiseerd dat bedoeld is als aanvulling op het café. Het café is een gesloten sociëteit voor homo's, de feesten zijn bedoeld als integratie voor homo en hetero, oud en jong. De feesten zijn vanaf het begin een succes, ondanks dat ze gehouden werden op wisselende locaties als Rasa, Veritas en de Vrije Vloer. Dat de feesten door de stad zwerven kan ook als een teken van integratie worden gezien. Het hoogtepunt van de feesten valt eind jaren zeventig wanneer artiesten als Herman Brood en Mathilde Santing voor onvergetelijke avonden zorgen.
Tegelijkertijd was PANN een zichtbare strijder voor homo-emancipatie en later voor relatievorming in het algemeen. PANN ging de barricades op op het Haagse Binnenhof, sloot demonstratieve groepshuwelijken op het bordes van het Utrechtse stadhuis en vormde een front tegen de conservatieve bisschop Simonis.

### Jaren 80 en 90
In de jaren tachtig en negentig diende een nieuwe tijdgeest zich aan. PANN stopte met het voeren van radicale acties en besteedde dit uit door als subsidieverstrekkende stichting op te treden. PANN werd een toegankelijke gesprekspartner voor publiek, politiek en belangenorganisaties.
In 1994 bestond de Stichting 25 jaar. Ter gelegenheid van dit jubileum heeft Adrianne Dercksen het boek Meer dan een Feest, 25 jaar PANN in Utrecht geschreven. Ook werd in dat jaar het eerste Mega PANN-Feest in Tivoli georganiseerd.

### Na 2000

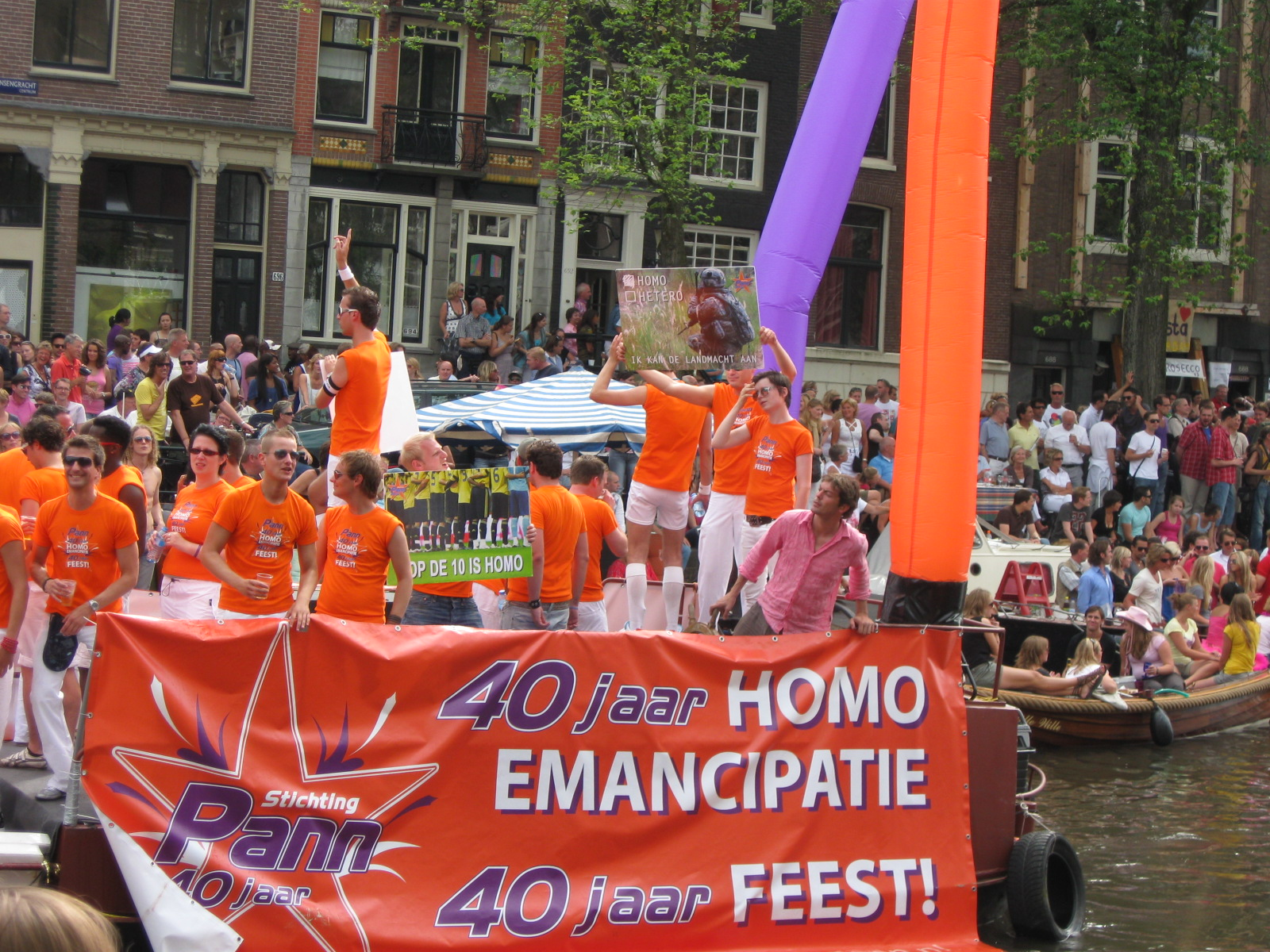
Boot van de stichting PANN tijdens de Canal Parade van de Amsterdam Gay Pride van 2009

In de loop der jaren presenteerde PANN zich steeds meer als een professionele en slagvaardige organisatie.
Daarnaast pakte de stichting haar maatschappelijke activiteiten weer op. Naast het verstrekken van subsidies aan tal van projecten op het gebied van emancipatie en integratie startte PANN eigen maatschappelijke projecten.
In 2009 bestond Stichting PANN 40 jaar. Het lustrum werd uitbundig gevierd. Naast de maandelijkse jongerenfeesten in Utrecht organiseerde PANN o.a. twaalf PANN-on-Tour-Feesten door heel Nederland, een Giga-PANN-Feest (het grootste PANN-Feest in haar geschiedenis met 6200 bezoekers) en een maatschappelijk debat.
Ook werd in 2009 voor de eerste keer de PANN-Prijs uitgereikt aan het beste maatschappelijke initiatief op het gebied van homo-emancipatie. Deze prijs van 10.000 euro werd toegekend aan Dyzlo Film voor hun plan om een film te maken die inzetbaar is bij voorlichting over seksuele diversiteit in het voortgezet onderwijs. Het resultaat, de korte speelfilm "Uitgesproken", ging in 2013 op Coming Out dag in Utrecht in première. De film is sinds die dag kosteloos online beschikbaar en vond zijn weg naar scholen in heel Nederland. De film werd ook onderdeel van het lespakket "Roze in Beeld".

## PANN-Café
Het wekelijkse PANN-Café op de dinsdagavond heeft tot 1991 in de kelders gezeten onder Oudegracht 255 en 275. Daarna is ze verhuisd naar de grote Catacombe, Oudegracht 219. Iedere dinsdagavond puilde deze kelder uit. Maar als gevolg van de versobering van de studiebeurs (invoering tempobeurs, de latere prestatiebeurs) werd het steeds rustiger bij het PANN-Café.
Stichting PANN heeft het PANN-Café nog proberen te redden door te verhuizen naar andere locaties zoals café de Baas in de Lijnmarkt en de COC-kelder aan de Oudegracht. Eind jaren negentig is definitief het doek gevallen voor het wekelijkse PANN-Café.

## PANN-Feesten
Daarentegen hielden de maandelijkse PANN-integratiefeesten zich goed staande en wonnen juist aan populariteit. Tot 1983 werden de feesten afwisselend georganiseerd in de gebouwen van Unitas en Veritas. Daarna hebben de PANN-Feesten gezworven in de Kargadoor, de Vrije Vloer en wederom Unitas en Veritas. Vanaf 1987 was PANN gevestigd in EKKO aan de Bemuurde Weerd. Hier waren de PANN-Feesten steevast iedere maand uitverkocht.
Het publiek op deze feesten is zeer gevarieerd, evenals de muziek. PANN-Feesten zijn momenteel de drukst bezochte feesten van Tivoli, het grootste poppodium van Utrecht. PANN-Feesten vinden iedere derde zaterdag van de maand plaats en worden bezocht door duizenden jongeren uit heel Nederland.
In het begin van het nieuwe millennium genoten de PANN-Feesten een nog grotere populariteit. Iedere maand stonden er voor opening al meer bezoekers in de rij, dan dat er bezoekers binnen konden. De wachttijd bedroeg makkelijk 2 - 3 uur. De maandelijkse feesten zijn daarom vanaf augustus 2005 verhuisd naar Tivoli, waar de feesten ook steevast waren uitverkocht. Sinds 2006 worden de toegangskaarten via internet verkocht en in 2008 waren de feesten soms binnen 10 seconden uitverkocht.
De jaarlijkse Mega PANN-Feesten, in juni, werden in de tweede helft van dit decennium ook groter en werden kleine festivals op zich. Ook is PANN in 2007 gestart met de PANN-on-Tour Feesten, feesten in heel Nederland om lhbti+-jongeren ook buiten Utrecht de mogelijkheid te geven om naar een laagdrempelige lhbti+-feest in de eigen buurt te komen.

## Prijzen
In 2009 heeft stichting PANN de Bob Angelo Penning ontvangen van COC Nederland voor haar jarenlange inspanningen, maatschappelijke betrokkenheid en verdiensten voor homo-, lesbo en biseksueel Nederland.
Ook behoorde PANN in 2009 tot de genomineerden voor de eerste Jos Brink-prijs.
In 2007, 2008, 2009 en 2010 is PANN ook uitgekozen als beste Gay Party van Nederland door de bezoekers van de homowebsite GaySite.nl.